# 時代屋の女房
『時代屋の女房』（じだいやのにょうぼう）は、村松友視が書いた小説。1982年、第87回直木賞受賞。1983年と1985年に映画化、2006年にドラマ化された。また、後述の2編の続編が発表されている。

## 内容
東京・大井で骨董屋「時代屋」を営む安さんと呼ばれている35歳で独身の男性と、そこへやってきた真弓という女性の恋物語。舞台となった「時代屋」は実在の骨董店で、当時は大井町駅近くの大井三ツ又交差点の一角にあった。1990年代末、都道拡幅予定地のために渋谷区、広尾商店街に移転した。

## シリーズ
2編が発表されている。なお、上記正編についても、文庫化の際に『時代屋の女房・泪橋』に改題されている。
- 続・時代屋の女房（1983年）　文庫化の際に『時代屋の女房2』に改題
- 時代屋の女房 怪談篇（1986年）

## 映画

### 時代屋の女房
1983年3月19日公開。製作・配給は松竹。
当初、『時代屋の女房』の併映作には根岸吉太郎監督の『俺っちのウエディング』が予定されていた。しかし、松竹は、1983年2月中旬、突如、併映作をリバイバル公開の『蒲田行進曲』に変更した。同時に、併映を予定されていた『俺っちのウエディング』は『ふしぎな國・日本』との組合せで同年のゴールデン・ウィーク公開となった。キネマ旬報は、原作・監督・主演のどれもインパクトに欠け、その上、併映作がリバイバル作品になったことから、配給収入を3億円台からギリギリ4億円までと悲観的な興行予測をしていた。

#### キャスト
- 安さん：渡瀬恒彦
- 真弓、美郷：夏目雅子
- 若者：沖田浩之
- サンライズ・ユキちゃん：中山貴美子
- サンライズ・渡辺クン：趙方豪
- 鈴木健一：平田満
- トン吉・おかみ：藤田弓子
- トン吉・おやじ：藤木悠
- クリーニング店・今井さん：大坂志郎
- クリーニング店・奥さん：初井言榮
- 平野旅館前主人：坂野比呂志
- 平野旅館主人：名古屋章
- 菊池松江：朝丘雪路
- サンライズ・マスター：津川雅彦
- 村瀬幸子、河原さぶ、石井茂樹、小森英明　ほか

#### スタッフ
- 監督：森﨑東
- 製作：杉崎重美・中川完治
- 原作：村松友視
- 脚本：森崎東・荒井晴彦・長尾啓司
- 音楽：木森敏之
- 主題歌：ちあきなおみ「Again」（作詞：大津あきら、作曲・編曲：木森敏之）
- 撮影：竹村博
- 美術：芳野尹孝
- 録音：原田真一
- 照明：飯島博
- 編集：杉原よ志
- 助監督：山田良美
- スチール：赤井博且
- 現像：東洋現像所

### 時代屋の女房2
1985年4月27日公開。製作・配給は前作と同じ松竹。
夏目雅子が1985年2月以降、慶應病院に入院し、退院は秋まで延びると予想されたことから、夏目の代役に名取裕子が抜擢された。名取は同時期に製作が進められていた東映『ひとひらの雪』のヒロインに決定したと報じられたが、『ひとひらの雪』の製作が混乱中に、本作に飛びつき『ひとひらの雪』は降板した（代役は秋吉久美子）。その他の主要キャストも一新された珍しい続編。同時上映『哀しい気分でジョーク』（ビートたけし主演：瀬川昌治監督）。

#### キャスト
- 安さん：古谷一行
- 真弓：名取裕子
- 谷村：加藤健一
- サンライズ・マスター：杉浦直樹
- ユキちゃん：美保純
- クリーニング店・今井さん：大滝秀治
- クリーニング店・奥さん：初井言榮
- トン吉・おやじ：藤木悠
- トン吉・おかみ：藤田弓子
- リンゴ：沢田和美
- ギンギンのマダム：塩沢とき
- 水沢薫：加賀まりこ
- 谷村の兄貴：草野大悟
- 初老の占い師：信欣三
- 美青年のボク：石井章雄

#### スタッフ
- 監督：長尾啓司
- 製作：升本喜年・中川滋弘
- 原作：村松友視
- 脚本：長尾啓司・鈴木敏夫
- 音楽：松村禎三
- 撮影：羽方義昌
- 美術：芳野尹孝
- 録音：小林英男、小尾幸魚
- 照明：佐久間丈彦
- 編集：松浦和也
- 助監督：川上裕通
- スチール：金田正

## ドラマ
2006年2月14日の21：00 - 22：54に日本テレビ系の『ドラマコンプレックス』で放送。

### キャスト
- 安さん：渡瀬恒彦
- 真弓：大塚寧々
- サンライズ・マスター：泉谷しげる
- マスターの奥さん：山田スミ子
- ユキちゃん：滝沢沙織
- 今井さん：笹野高史
- 今井さんの奥さん：宇津宮雅代
- トン吉のおやじ：中野英雄
- 女将：相本久美子
- 若い男：深水元基
- トン吉の客:YOU
- 電気屋の松ちゃん：布川敏和
- 真弓の息子：谷山毅
- 山崎満、市川千恵子、三上瓔子、川崎久仁子

### スタッフ
- 監督：雨宮望
- 脚本：寺田敏雄
- 映像協力：神奈川県川崎競馬組合
- ロケ協力：京浜急行、北品川商店街協同組合、北品川本通り商店会、大多喜町役場商工観光課、小湊鉄道、いすみ鉄道、信州上田フィルムコミッション、上田電鉄、上電バス　ほか
- 殺陣：重見成人
- 技術協力：映広
- 美術協力：KHKアート、日本テレビアート
- プロデュース：金田和樹（日テレ）、黒川浩行（トレンド）、有田泰浩（トレンド）
- チーフプロデューサー：佐藤敦
- 制作協力：トレンド
- 製作著作：日本テレビ

| 日本テレビ DRAMA COMPLEX（2006年2月14日） | 日本テレビ DRAMA COMPLEX（2006年2月14日） | 日本テレビ DRAMA COMPLEX（2006年2月14日） |
| 前番組                                    | 番組名                                    | 次番組                                    |
| ----------------------------------------- | ----------------------------------------- | ----------------------------------------- |
| 戦国自衛隊・関ヶ原の戦い                  | 時代屋の女房                              | 松本清張スペシャル・指                    |